# Ханхофен
Ханхофен (нем. Hanhofen) — община в Германии, в земле Рейнланд-Пфальц. 
Входит в состав района Рейн-Пфальц. Подчиняется управлению Дуденхофен.  Население составляет 2420 человек (на 31 декабря 2010 года). Занимает площадь 5,80 км².
В состав коммуны входят населённые пункты Айхенхоф, Им-Шнепфенштос, Петерхоф, Вальдхойзер и Кройцхоф.